# Erica mitchellensis
Erica mitchellensis är en ljungväxtart som beskrevs av Dulfer. Erica mitchellensis ingår i släktet klockljungssläktet, och familjen ljungväxter. Inga underarter finns listade i Catalogue of Life.